# Enderleinellus krochinae
Enderleinellus krochinae är en insektsart som beskrevs av Blagoveshtchensky 1965. Enderleinellus krochinae ingår i släktet Enderleinellus och familjen ekorrlöss. Inga underarter finns listade i Catalogue of Life.